# Pedagangan (Dukuhwaru)
Pedagangan is een bestuurslaag in het regentschap Tegal van de provincie Midden-Java, Indonesië. Pedagangan telt 7223 inwoners (volkstelling 2010).